# Mahogany Air
Mahogany Air est une compagnie aérienne régionale zambienne basée à Lusaka avec son hub à l'aéroport international de Lusaka. Mahogany Air a son siège social à East Park Mall, Great East Road, Lusaka.

## Histoire
Mahogany Air est une compagnie aérienne privée qui a été fondée en 2013 par le scientifique moléculaire Jim Belemu et qui a commencé ses activités en 2016.

## Destinations
Mahogany Air dessert des liaisons intérieures vers Livingstone, Mansa, Ndola et Solwezi et des liaisons régionales vers Lubumbashi en République démocratique du Congo.
| Pays                             | Ville       | Aéroport                                     | Réf(s) |
| -------------------------------- | ----------- | -------------------------------------------- | ------ |
| Zambie                           | Lusaka      | Aéroport international de Lusaka             |        |
| Zambie                           | Livingstone | Aéroport international Harry Mwanga Nkumbula |        |
| Zambie                           | Ndola       | Aéroport international Simon Mwansa Kapwepwe |        |
| Zambie                           | Mansa       | Aéroport Mansa                               |        |
| Zambie                           | Solwezi     | Aéroport Solwezi                             | [ 2 ]  |
| République Démocratique du Congo | Lubumbashi  | Aéroport international de Lubumbashi         |        |

## Flotte
| Avion           | En service | Commandés | Passagers | Remarques                                                    |
| Avion           | En service | Commandés | Total     | Remarques                                                    |
| --------------- | ---------- | --------- | --------- | ------------------------------------------------------------ |
| Hêtre 1900      | 1          | —         | 19        | [ 3 ]                                                        |
| Embraer EMB 120 | 2          | —         | 30        | Loué avec équipage à Sahara African Aviation, Afrique du Sud |
| Total           | 3          | —         |           |                                                              |